# حسين الشحات
حسين على الشحات علي حسن (مواليد 21 يونيو 1992) من مدينه السلام
هو لاعب كرة قدم مصري يلعب في مركز الجناح لصالح النادي الأهلي في الدوري المصري الممتاز و‌منتخب مصر لكرة القدم.

## الألقاب
- الدوري المصري (خمس مرات) : 2018-2019، 2019-2020، 2022-2023؛ 2023-2024؛ 2024-2025
- كأس مصر (ثلاث مرات) : 2020-2022-2023
- كأس السوبر المصري (ثلاث مرات) : 2019-2023-2024
- دوري أبطال أفريقيا (أربع مرات) : 2020، 2021، 2023، 2024
- كأس السوبر الأفريقي (مرتان) : 2020، 2021
- برونزية وفضية كأس العالم للأندية (اربع مرات) (فضية مع العين الإماراتي 2018) برونزية مع النادي الأهلي أعوام 2021، 2023؛2024
- كأس القارات الثلاثة[3] من الفيفا النسخة الاولي ( آسيا - أفريقيا - المحيط الهادي (مرة واحدة)

المصدر 

## مسيرته
وقع مع نادي مصر المقاصة وذلك بعد أن أنهى إجراءات انتقاله إلى صفوف الفريق لمدة 5 مواسم في 31 أغسطس 2014، وفي 8 يناير 2018 انتقل إلى نادي العين الإماراتي معارًا لمدة ستة أشهر حتى نهاية الموسم، ثم قام النادي الإماراتي بإتمام التعاقد بشكل رسمي بعد انقضاء فترة الإعارة حتى يناير 2019، حيث تعاقد معه النادي الأهلي المصري في 6 يناير 2019 لمدة أربع سنوات.
أحرز الشحات الهدف الثاني للأهلي أمام اتحاد جدة في 15 ديسمبر 2023، ليصبح ثاني لاعب في تاريخ كأس العالم للأندية يسجل في 4 نسخ مختلفة.
وبهذا الهدف، وصل للهدف الرابع في كأس العالم للأندية، الأمر الذي جعله يعادل أبو تريكة نجم الأهلي السابق، وسالم الدوسري لاعب الهلال السعودي، كأفضل هداف عربي في هذه البطولة.

## روابط خارجية
- حسين الشحات على موقع الاتحاد الأوربي (الإنجليزية)
- حسين الشحات على موقع إي إس بي إن إف سي (الإنجليزية)
- حسين الشحات على موقع قاعدة بيانات كرة القدم.إي يو (الإنجليزية)
- حسين الشحات على موقع ناشيونال فوتبول تيمز (الإنجليزية)
- حسين الشحات على موقع Soccerbase.com (لاعب) (الإنجليزية)
- حسين الشحات على موقع Soccerway.com (الإنجليزية)
- حسين الشحات على موقع عالم كرة القدم.نت (الإنجليزية)